# Festiwal Kultury Celtyckiej
Festiwal Kultury Celtyckiej – dowspudzki festiwal folkowy organizowany od 1997 roku. Jego pomysłodawcą i inspiratorem jest Roman Fiedorowicz, głównym organizatorem: gmina Raczki, Gminny Ośrodek Kultury w Raczkach. Impreza tradycyjnie odbywa się w przedostatni weekend sierpnia w pozostałościach pałacu hrabiego Paca. Festiwal gości również muzyków spoza Polski (Kulgrinda, artyści z Irlandii – Dean O'Callaghan i Timi McCarthy, i inni).

## Historia
Festiwal Kultury Celtyckiej jest imprezą zainspirowaną przeszłością hrabstwa Dowspuda, kiedy to właściciel dóbr dowspudzkich – hrabia Ludwik Michał Pac – sprowadził do swoich posiadłości około 500-osobową grupę farmerów szkockich, aby upowszechniali wśród ówczesnego, miejscowego chłopstwa tradycje nowoczesnego rolnictwa brytyjskiego.